# Maisons Phőnix
Ne doit pas être confondu avec Maisons Phénix.
Les Maisons Phőnix (en hongrois : Phőnix-házak) se situent dans le 13e arrondissement de Budapest. 